# Леперсоніт-(Gd)
Леперсоніт-(Gd) — рідкісний рідкісноземельний мінерал урану з хімічною формулою Ca(Gd,Dy)2(UO2)24(SiO4)4(CO3)8(OH)24·48H2O. Він проявляється з біжветитом-(Y) у родовищі Шинколобве в Демократичній Республіці Конго, відомому рідкісними мінералами урану. Донедавна це був єдиний підтверджений мінерал з незамінним гадолінієм у складі.
Названий на честь бельгійського геолога Жака Леперсонна.